# Dni Kultury Rosyjskiej
Dni Kultury Rosyjskiej w Białymstoku to największa impreza kulturalno-oświatowa mniejszości rosyjskiej w Polsce. 
Dni organizowane są przez Rosyjskie Stowarzyszenie Kulturalno-Oświatowe z siedzibą w Białymstoku cykliczne od 1997 roku. Oprócz licznych koncertów, spotkań ze znanymi ludźmi i seminariów, w ramach Dni Kultury Rosyjskiej odbywają się także Dni Kina Rosyjskiego.